# 114022 Bizyaev
114022 Bizyaev este un asteroid din centura principală de asteroizi.

## Descriere
114022 Bizyaev este un asteroid din centura principală de asteroizi. A fost descoperit pe 29 octombrie 2002 la Apache Point Observatory în cadrul programului Sloan Digital Sky Survey. Asteroidul prezintă o orbită caracterizată de o semiaxă mare de 2,69 ua, o excentricitate de 0,10 și o înclinație de 11,7° în raport cu ecliptica.